# 670-679
De jaren 670-679 (van de christelijke jaartelling) zijn een decennium in de 7e eeuw.

## Belangrijke gebeurtenissen

### Byzantijnse Rijk
- ca.670 : Kalief Moe'awija I hervat de Byzantijns-Arabische oorlogen.
- 674-678 : Beleg van Constantinopel (674-678). De Arabieren zien zich gedwongen hun poging om Constantinopel te veroveren na vier jaar beleg op te geven, mede door het gebruik van het Grieks vuur. Hiermee wordt de opmars van de Arabieren en de islam voor het eerst gestuit.

### Frankische Rijk
- 673 : Koning Chlotharius III van Neustrië en Bourgondië wordt vermoord. Zijn broer Theuderik III en hofmeier Ebroin worden opzijgeschoven. Koning Childerik II van Austrasië wordt alleenheerser van het Frankische Rijk.
- 675 : Koning Childerik II wordt vermoord. Hofmeier Ebroin keert terug en zet Theuderik III op de troon van Neustrië en Bourgondië en Clovis III op de troon van Austrasië
- 676 : Hofmeier Wulfoald van Austrasië grijpt in en zet Dagobert II, zoon van Sigibert III, op de troon van Austrasië.
- 679 : Dagobert II wordt vermoord. Theuderik III is nu alleenheerser van het Frankische Rijk.

#### Lage Landen
- 678 : De missionaris Wilfrid van York verblijft aan het hof van de Friese koning Aldgillis en krijgt de toestemming om het christendom te prediken.

## Heersers

### Europa
- Beieren: Theodo I (ca. 640-680)
- Byzantijnse Rijk: Constantijn IV (668-685)
  - exarchaat Ravenna: Gregorius (ca. 666-678), Theodorus II (678-687)
- Engeland en Wales
  - East Anglia: Ealdwulf (663-713)
  - Essex: Sighere (664-683) en Sæbbi (664-694)
  - Gwynedd: Cadwaladr ap Cadwallon (ca. 655-682)
  - Kent: Egbert I (664-673), Hlothhere (673-685)
  - Mercia: Wulfhere (658-675), Æthelred I (675-704)
  - Northumbria: Oswiu (642/655-670), Ecgfrith (670-688)
  - Wessex: Cenwalh (643-674), Seaxburg (674), Aescwine (674-676), Centwine (676-685)
- Franken: Childerik II (673-675), Theuderik III (679-691)
  - Austrasië: Childerik II (662-675), Clovis III (675-676?), Dagobert II (676-679)
    - hofmeier: Wulfoald (662-675), Pepijn van Herstal (675-714)

  - Neustrië: Chlotharius III (657-673), Theuderik III (675-691)
    - hofmeier: Ebroin (657-673, 675-680), Leudesius (675)

  - Aquitanië: Felix (660-670), Lupus I van Gascogne (670-679)
  - Elzas: Eticho I (673-690)
- Longobarden: Grimoald I van Benevento (662-671), Garibald (671), Perctarit (671-688)
  - Benevento: Romuald I (662-677)
  - Spoleto: Thrasimund I (665-703)
- Visigoten: Recceswinth (653-672), Wamba (672-680)

### Azië
- Chenla (Cambodia): Jayavarman I (657-681)
- China (Tang): Tang Gaozong (649-683)
- India
  - Chalukya: Vikramaditya I (654-680)
  - Pallava: Mahendravarman II (668-670), Paramesvaravarman I (670-695)
- Japan: Tenji (661-672), Kobun (672), Temmu (672-686)
- Omajjaden: Moe'awija I (661-680)
- Silla (Korea): Munmu (661-681)
- Tibet: Mansong Mangtsen (ca. 650-676), Tridu Songtsen (ca. 676-704)

### Religie
- paus: Vitalianus (657-672), Adeodatus II (672-676), Donus (676-678), Agatho (678-681)
- patriarch van Alexandrië (Grieks): vacant
- patriarch van Alexandrië (Koptisch): Agatho (661-677), Johannes III (677-688)
- patriarch van Antiochië (Grieks): Macarius (656-681)
- patriarch van Antiochië (Syrisch): Severius II bar Masqeh (667-681)
- patriarch van Constantinopel: Johannes V (669-675), Constantijn I (675-677), Theodorus I (677-679), Georgius I (679-686)
- patriarch van Jeruzalem: Johannes van Philadelphia (649-692)
- imam (sjiieten): Hassan (661-670), Hoessein (670-680)

<< · 670 · 671 · 672 · 673 · 674 · 675 · 676 · 677 · 678 · 679 · >>
<< · 600-609 · 610-619 · 620-629 · 630-639 · 640-649 · 650-659 · 660-669 · 670-679 · 680-689 · 690-699 · >>